# Kenos
Kenos és el déu creador, organitzador, terraformador i civilitzador a la mitologia selknam, sent la deïtat més important després de Temáukel. Va ser el primer dels howenh a habitar la Terra, després de ser enviat per Temáukel des de la Cúpula Celeste, al Wintek, a la Terra primitiva, amb la missió d'organitzar-la. És descrit com un ésser de caràcter noble i conducta irreprotxable.

## Descripció
En analitzar la cultura pròpia del poble selknam, classificats per Rodolfo Casamiquela i altres autors com tehueltxes insulars, es postula que Kenos és una quasi segura variant del nom de la deïtat tehueltxe Kóoch, o que en tot cas, ambdues deïtats comparteix una arrel comuna, si bé per als tehuetxes continentals Kóoch és el principi creador primigeni, mentre que el Kenos insular és fill de Temáukel. També s'ha postulat, que potser hi podria haver igualment alguna possible relació amb el mite de K'aux.

## Mitologia

### Origen celestial
Kenos no té pares o altres parents, contrari a la creença que aquest seria fill de Temáukel. No obstant això, els relats coincideixen que Kenos va ser enviat per aquest a la Terra primitiva des de la Cúpula Celeste.
Un cop Kenos va haver abandonat el món terrenal, va pujar al cel i es va transformar en Aldebaran.

### Déu creador
Kenos va ser enviat per Temáukel des de la Cúpula Celeste a la Terra primitiva, amb la missió d'organitzar-la. Se li atribueix la creació dels howenh o avantpassats mitològics dels selknam, sent ell mateix el primer d'ells, els qui donarien a la Terra el seu aspecte actual. Quan va haver organitzat la natura, va crear els primers avantpassats del poble selknam a partir del fang que va modelar, donant-li la forma dels genitals masculins i femenins, els quals, en copular, van originar els primers éssers humans.
Segons el mite, Kenos a més tindria la capacitat de rejovenir a si mateix i als qui els ho demanaven. D'aquesta manera, durant l'era dels howenh no existia la mort com a tal, sinó que aquesta era transitòria, com una mena de letargia. Després del període esmentat, els avantpassats tornaven a aixecar-se, convertint-se en algun element de la natura.